# Plaats delict

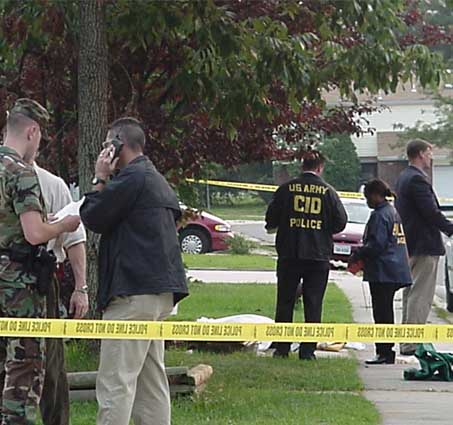
Afzetting van een plaats delict

Plaats delict of pd is politiejargon voor de plaats van het delict. Dit is de plaats waar een misdrijf is gepleegd, maar ook alle andere plekken waar sporen van de misdaad aanwezig (kunnen) zijn, kunnen als plaats delict worden aangeduid. Denk bijvoorbeeld aan de plaats waar de vluchtauto van overvallers is achtergelaten.
De omgang met een plaats delict is altijd afhankelijk van de omstandigheden en de aard van het misdrijf, zo heeft medische hulpverlening aan slachtoffers en het aanhouden van verdachten altijd prioriteit over het veiligstellen van sporen. De plaats delict wordt doorgaans zo snel mogelijk afgezet, om verontreiniging van sporen zoveel mogelijk te beperken. Het afzetten kan op allerlei manieren gebeuren, vaak wordt het bekende rood-witte of purper-witte politielint gebruikt. In sommige gevallen worden ook tenten of schermen opgezet, om te voorkomen dat omstanders geconfronteerd worden met schokkende aanzichten, om te voorkomen dat getuigen beïnvloed kunnen worden, om journalisten te belemmeren daderinformatie vast te leggen, om veilig te kunnen werken, om sporen te beschermen tegen de weersomstandigheden en om de overlast voor de omgeving zoveel mogelijk te beperken.
Nadat er een redelijk vermoeden is dat er een misdrijf is gepleegd en de eerste politie-inzet is afgerond, kan er besloten worden een locatie aan te duiden als plaats delict. Agenten stellen dan de locatie veilig en bewaken deze, waarna speciaal opgeleide medewerkers ter plaatse komen om het onderzoek verder uit te voeren. Meestal heeft de Forensische Opsporing de operationele leiding over de plaats delict tijdens het onderzoek, maar de inzet is sterk afhankelijk van de aard van het misdrijf. Zo zijn er grote verschillen tussen bijvoorbeeld een brandonderzoek, aangetroffen vuurwapen, drugslab, verkeersongeval, inbraak, explosief of lijkvinding.
Nadat het onderzoek ter plaatse is afgerond en de locatie geruimd is, wordt de plaats delict normaal gesproken weer zo snel mogelijk vrijgegeven.